# Harangering
Harangering, ceremoniell hälsning i samband med någon form av högtid, till exempel doktorspromotion vid universitet eller högskola, i ordenssammanhang eller dylikt. Lång harangering, där ett antal personer hälsas, utföres oftast av ceremonimästare, oratorer eller person som särskilt utsetts för ändamålet. Kort harangering kan utföras av den som skall hålla tal, svara på ett anförande, etc.

## Exempel på kort harangering
- ”Herr/fru talman!”
- ”Herr/Fru Landshövding!”
- ”Herr/Fru Rektor!”
- ”Herr/Fru Biskop!”